# Otto Finsch
Friedrich Hermann Otto Finsch (Braunschweig, 8 d'agost de 1839 – 31 de gener de 1917) va ser un explorador i etnògraf alemany.

## Biografia
Finsch nasqué a Warmbrunn a Silèsia, fill de Mortiz Finsch i Mathilde Leder. De jove es va dedicar a l'ornitologia. Va esdevenir curator dels museus Reichsmuseum de Leiden (1862–1865) i de Bremen. El 1876 acompanyà el zoòleg Alfred Brehm al Turquestan i nord de la Xina. Es va mostrar partidari de l'establiment de colònies alemanyes al Pacífic.

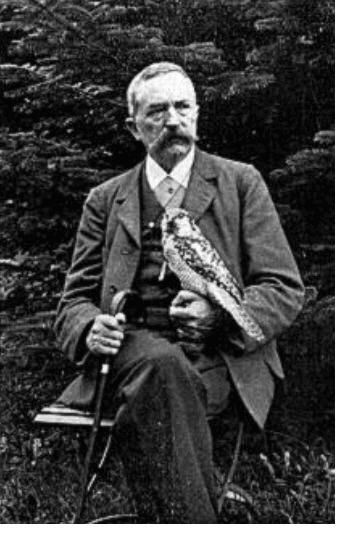

Finsch entre la primacvera de 1879 i el 1885 va fer visites a la Polinèsia, Nova Zelanda, Austràlia i a Nova Guinea. El 1884 tornà a Nova Guinea com comissionat imperial del canceller Bismarck' va ajudar a establir un protectorat alemany a part de Nova Guinea reanomenat, Kaiser-Wilhelmsland. La capital d'aquesta colònia va ser anomenada (en honor seu) Finschhafen. El 1885 va ser el primer europeu en veure el riu Sepik.
Va estudiar diverses espècies de lloros. Porten el seu cognom els ocells Amazona finschi i Psittacula finschii i també el varà Varanus finschi

## Obres publicades
- Otto Finsch, Catalog der Ausstellung ethnographisher und naturwissenschaftlicher Sammlungen (Bremen: Diercksen und Wichlein, 1877).
- Otto Finsch, Anthropologische Ergebnisse einer Reise in der Sudsee und dem Malayischen Archipel in den Jahren, 1879-1882 (Berlin: A. Asher & Co., 1884).Otto Finsch, Masks of Faces of Races of Men from the South Sea Islands and the Malay Archipelago, taken from Living Originals in the Years 1879-82 (Rochester, NY: Ward's Natural Sciences Establishment, 1888).
- Otto Finsch, Ethnologische Erfahrungen und Belegstucke aus der beschreibender Katalog einer Sammlung in K.K. Naturahistorischen Hofmuseum in Wien (Wien: A. Holder, 1893).
- Finsch, O. 1867-68. Die Papageien / monographisch bearbeitet von Otto Finsch Leiden:Brill
- with Gustav Hartlaub Die Vögel der Palau-Gruppe.Über neue und weniger gekannte Vögel von den Viti-, Samoa- und Carolinen-Inseln.Journal des Museum Godeffroy, Heft 8, 1875 and Heft 12, 1876.